# St. Regis Park (Kentucky)
St. Regis Park est une ville américaine située dans le comté de Jefferson, dans le Kentucky. Selon le recensement de 2020, sa population est de 1 438 habitants.